# Michele Campisi
Michele Campisi (Caltanissetta, 22 aprile 1963) è un politico italiano, sindaco di Caltanissetta dal 2009 al 2014.
Laureato in economia, svolge la professione di commercialista.

## Biografia
È sposato con Germana e ha due figli; già ufficiale presso la Legione dei Carabinieri di Catanzaro.
È stato docente di materie economiche e aziendali, Presidente dell'Unione Giovani Dottori Commercialisti della provincia di Caltanissetta e Tesoriere dell'Ordine.
Inoltre, per 6 anni fino al 2008, è stato nel Collegio dei Revisori dei Conti del Comune di Caltanissetta.

### Sindaco di Caltanissetta
Fu eletto sindaco di Caltanissetta al ballottaggio del 22 giugno 2009, ottenendo il 55,21% delle preferenze, contro il 44,79% del candidato di centro-sinistra Fiorella Falci. Dal suo insediamento guidò una giunta di centro-destra sostenuta da Il Popolo della Libertà, Unione di Centro e liste civiche dello stesso orientamento politico.
Sotto la sua sindacatura si svolsero i lavori di rifacimento di corso Umberto I, lavori rientranti nel più vasto progetto di riqualificazione del centro cittadino con il progetto conosciuto come "La grande piazza".
L'8 gennaio 2011, ad un anno e mezzo dalla sua elezione, Campisi azzerò la giunta a seguito dell'autosospensione di due assessori (il 3 dicembre precedente), i cui familiari erano stati coinvolti nell'operazione antimafia Redde Rationem; si trattava di Benedetto Campanella, padre del vicesindaco Simona Campanella, e di Calogero Failla, fratello dell'assessore Angelo Failla, che in seguito verranno assolti.
Due giorni dopo, il 10 gennaio, Campisi nominò una nuova giunta, da lui definita "di tecnici".
Il 2 novembre 2013, la giunta comunale presieduta dal sindaco Campisi deliberò l'acquisto dell'antenna RAI posta nella collina di Sant'Anna, comprensivo delle costruzioni annesse e dell'area circostante, per una somma di 537 000 €.
Il 24 novembre 2013 Campisi si schierò pubblicamente per il Nuovo Centrodestra di Angelino Alfano, forza politica nata per volontà dei parlamentari del PdL contrari a confluire nel rinato partito di Forza Italia.
Dal sondaggio Governance Poll 2013, pubblicato il 13 gennaio 2014 su Il Sole 24 Ore, risultò che Michele Campisi era apprezzato dal 50% dei cittadini nisseni, in forte salita rispetto al pessimo risultato ottenuto nel 2012, dove compariva al 97º posto della classifica dei 102 sindaci di capoluogo, "gradito" soltanto dal 46% dei suoi concittadini.
Ciononostante, il 14 aprile successivo dichiarò l'intenzione di non ricandidarsi per un secondo mandato alle allora imminenti elezioni amministrative.
Il 24 aprile 2014 venne organizzata una conferenza stampa di fine mandato presso la Sala degli Oratori di Palazzo Moncada per riassumere la propria attività e le iniziative intraprese per la città durante il proprio mandato. In questa occasione, il sindaco venne pesantemente contestato e aggredito verbalmente da lavoratori "ex-Rmi", lì radunati da Salvatore Porsio, candidato al consiglio comunale nelle file del Partito Democratico, tanto da costringere Campisi ad abbandonare la sala scortato. Nei giorni seguenti il sindaco ricevette la solidarietà da parte di molte forze politiche, tra cui lo stesso PD, che prese le distanze dall'operato del proprio candidato.